# Schidonychus
Schidonychus is een geslacht van kevers uit de familie van de loopkevers (Carabidae). De wetenschappelijke naam van het geslacht is voor het eerst geldig gepubliceerd in 1834 door Klug.

## Soorten
Het geslacht Schidonychus is monotypisch en omvat slechts de volgende soort:
- Schidonychus brasiliensis Klug, 1834